# Thészeusz

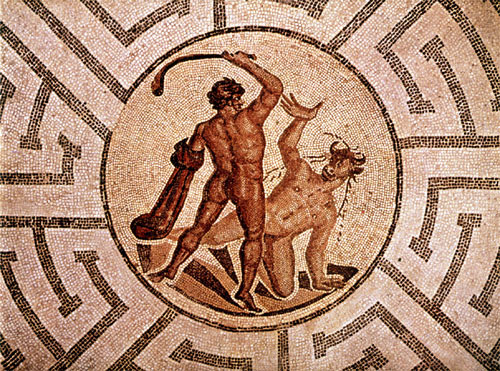
Thészeusz legyőzi a Minótauroszt

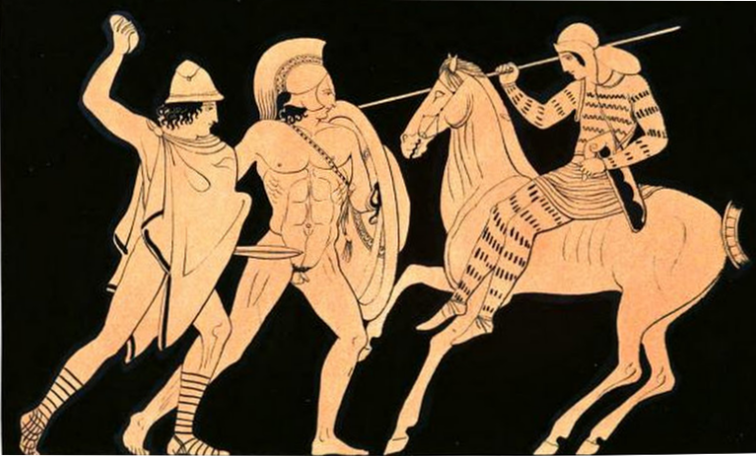
Peirithoosz, Thészeusz és Hippolüté (antik vázakép)

Thészeusz (görög betűkkel Θησεύς) az ókori görögök egyik legnagyobb hérósza, Athén királya. Aithra fia, apja félig Poszeidón és félig Aigeusz.

## A monda
Alakja a görög mondavilág aranykorába vezet vissza bennünket – tetteinek nagysága alapján Héraklésszel és Akhilleusszal rokonítható. A mitológiai hagyomány mellett azonban léteznek életének olyan momentumai is, amelyek megtörtént történelmi eseményekhez kapcsolódnak. Ezért Thészeusszal kapcsolatban keverednek a mesés és a valós elemek. Plutarkhosz Párhuzamos életrajzok című művében Romulusszal állítja párba, akivel számos közös tulajdonságot megállapít: „Az egyik megalapította Rómát, a világ egyik leghíresebb városát, a másik pedig fővárossá tette Athént. Mindketten részt vettek nők elrablásában; egyikük sem kerülte el családja balszerencséjét, mindketten magukra haragították rokonaikat, életük végén mindketten elvesztették honfitársaik bizalmát – ha azt, ami nem látszik költői túlzásnak, igazságnak tekintjük.”
Plutarkhosz igen előkelő családfát rajzolt Thészeusznak: apai ágon Erekhtheusztól, anyai ágon Pelopsztól származott. Már születési körülményei sem szokványosak, ugyanis apja, Aigeusz egy jóslatot kapott a Püthiától, hogy addig ne háljon feleségével Aithrával, amíg Athénba nem érkezik. Aigeusz azonban nem tartotta ezt be, s nászukból született Thészeusz. Az ifjú azonban távol nevelkedett az apjától, nagyapja, Pittheusz udvarában – Aigeusz pedig meghagyta Aithrának, hogy csak akkor bocsássa hozzá a fiút, hogyha Thészeusz képes egy szikla alól az odahelyezett sarut és kardot kihúzni. 
Itt rögtön egy mesés elemet kapunk: Thészeusznak bizonyítania kell rendkívüli erejét azzal, hogy a sarut és a kardot megszerzi. Aigeusz joggal várhatta ezt fiától, aki tettével méltóvá vált arra, hogy Aigeusz gyermeke legyen. Thészeusz azonban nemcsak emberfeletti erővel rendelkezik, hanem hős tettek véghezvitelére is vágyik. Plutarkhosz ez alapján Héraklészhez hasonlítja Thészeuszt, aki tizenkét munkája után elfoglalta helyét a legnagyobb héroszok között. 
Thészeusz hőstettek sorát akarta véghezvinni: erre a Troizénből Athénba vezető úton lehetősége is nyílt; „erőszakoskodni nem fog senkivel, de ha bántják, akkor visszaüt.” Ugyan sokan figyelmeztették Thészeuszt, hogy a szárazföldi út veszélyeket rejt, de ő hajthatatlan maradt – így ehhez az úthoz fűződnek első eredményei. Megölte a fenyőhajlító Szinniszt, végzett egy Phaia nevű hatalmas vaddisznóval és egy Szkürón nevű rablóval. Megölte Periphétészt is, akinek buzogányát mindenhová magával vitte – csakúgy, mint Héraklész az oroszlánbőrt. Nem szerepel az életrajzban, de ekkor győzte le Prokrusztészt is, aki arról volt hírhedt, hogy az ágya méretéhez igazította az áldozatait – aki túl alacsony volt, annak megnyújtotta a lábát, aki túl hosszú, annak levágta.
Ezután Thészeusz megérkezett Athénba. Először apja felesége, Médeia ismerte fel, aki rögtön elhatározta, hogy valahogy megszabadul az ifjútól. Ezért rábeszélte Aigeuszt, hogy itasson vele mérget, de a lakomán a király felismerte a saruról és a kardról fiát, és ezért felborította a méreggel teli kelyhet. Nemsokára rokonai, a pallantidák háborút indítottak Thészeusz ellen, mert már korábban is meg akarták szerezni Athén trónját, de Thészeusz megérkezésével még nagyobb akadály gördült az útjukba. Az ifjú azonban könnyűszerrel legyőzte őket. Láthatjuk tehát, hogy Thészeusz számára nehéz út vezetett a trónhoz – részint a családtagok akadályozták őt, részint egyéb ellenfelek. 
Majd Plutarkhosz részletesen tárgyalja a Minótaurosz történetét, amely Thészeusz egyik leghíresebb kalandja. A krétai király, Minósz fiát, Androgeószt megölték az athéniak vagy Minósz bikája, akit Eurüsztheusz szélnek eresztett, ezért Athén városát éhínség és járványok tizedelik, valamint Minósz is elégtételt követelt. Az istenek kiengesztelésére és Minósz követelésére az athéniak kilencévente hét fiút és hét leányt küldtek Knósszoszba, akik a félig ember, félig bika Minótaurosznak lettek az áldozatai a számára épített Labürinthoszban. Thészeusz önként jelentkezett az ifjak közé, mivel úgy vélte, hogy képes legyőzni a szörnyet. Apja, Aigeusz arra kérte, hogy vigyen magával fekete és fehér vitorlát – a hazatéréskor fehérrel jelezze, ha sikerrel járt, míg a fekete vitorlát társai tűzzék ki, ha Thészeusz elesne a küzdelemben.
A krétai királylány, Ariadné azonban beleszeretett Thészeuszba, és minden erejével azon volt, hogy segítse őt. Adott neki egy gombolyag fonalat, hogy miután legyőzte a Minótauroszt (aki egyébként a testvére volt), ki tudjon találni a labirintusból. Thészeusz ezzel a segítséggel véghez is vitte a feladatát. Ezután Deukalión támadta meg (Minósz másik fia), de vele is végzett Thészeusz, majd kiszabadította a fogságban sínylődő athéniakat. A hazafelé úton azonban hálátlannak bizonyult: Naxosz szigetén kitette az alvó Ariadnét, és továbbhajózott. Thészeusz meg is fizetett a tettéért: hazafelé elfelejtette kicserélni a fekete vitorlát fehérre, ezért apja bánatában egy szikláról a tengerbe vetette magát. 
„Aigeusz halála után Thészeusz nagy és csodálatra méltó vállalkozásba kezdett; egyetlen városi közösségbe egyesítette az attikaiakat.” Vagyis elhagyjuk a mesék világát, és átlépünk a valós történeti események mezejére. Az ókori görögök szünoikiszmosznak nevezték a város egyesítését, és Thészeusznak tulajdonították eme tettet. Az összetelepülésnek valószínűleg a megnövekedett lakosság lehetett az oka, így a települések határai összeértek.  A szünoikiszmosz egyben a nemzetségi társadalom területi alapú átszervezését is jelentette, létrejöttek az athéni phülék, amelyek már az együttlakás elve alapján teljesítették közösségi feladataikat, mint a hadihajók és legénységük kiállítása, valamint az adózás.
Plutarkhosz Thészeusz jó tulajdonságait az egyesítéssel kapcsolatban is kidomborítja: a király meggyőzte a lakosokat, hogy jobb lesz nekik így, és közös prütaneiont és tanácsházát építtetett. Megalapította a Panathénaia és a Metoikia ünnepét és kezdeményezte az iszthmoszi játékok megrendezését. Ez utóbbi esetében szintén Héraklészt akarta követni, aki Zeusz tiszteletére létrehozta az olümpiai játékokat. Tehát megállapíthatjuk, hogy híres épületek és ünnepek kapcsolódnak Thészeusz nevéhez, aki nemcsak mesés tetteket hajtott végre, de városszervező tevékenysége is jelentős.
Thészeusz nemesekre, földművesekre és kézművesekre osztotta a társadalmat. Ezeket a társadalmi rétegeket egyenlőnek ítélte meg, de úgy vélte, hogy mindegyiknek más-más a feladata. Itt is az igazságos uralkodó képe bontakozik ki tehát előttünk. 
Ezek után hadjáratot vezetett a Fekete-tenger partjára az amazonok ellen (Plutarkhosz szerint Héraklésszal együtt). Ott foglyul ejtette Antiopét (más néven Hippolütét), az amazonok királynőjét, majd később feleségül vette, bár más mítoszváltozatok szerint Hippolüté Héraklész kilencedik feladata során meghalt. Később az amazonok megostromolták Athént, de nem sikerült bevenni – ezt a tényt helynevek sora bizonyítja, véli Plutarkhosz. Hálából Thészeusz megalapította az Orkómoszion ünnepét, amelyet az amazonoknak mutattak be. 
Antiopé halála után Thészeusz feleségül vette Phaidrát (vagy fogolyként került hozzá), aki Ariadné testvére volt (tehát Minósz és Pasziphaé lánya, Deukalión és Minótaurosz testvére). Antiopétől született Thészeusznak Hippolütosz nevű fia, akibe Phaidra őrült szerelembe esett. Fel is fedte az ifjú előtt érzelmeit, de visszautasításra talált nála. A visszautasítástól vérig sértve azzal vádolta férje előtt Hippolütoszt, hogy erőszakot akart elkövetni rajta. Thészeusz haragjában azt kérte Poszeidóntól, hogy büntesse meg elvetemült fiát, s az isten eleget is tett a kérésnek. Amikor a rágalom rábizonyult, Phaidra felakasztotta magát. Ezt a tragikus történetet már Euripidész is megírta Hippolütosz című drámájában, majd az újkorban Racine elevenítette fel a történetet, és alkotta meg remekművét, a Phaedrát. 
Thészeusz Peirithoosszal való barátságának történetét szintén részletesen meséli el Plutarkhosz: Peirithoosz elhajtotta Thészeusz marháit, aki ezért üldözőbe vette. Peirithoosz szembefordult vele, majd a két hérósz megcsodálta egymás szépségét és erejét. Újdonsült barátja meghívta a lapithák országába Thészeuszt, ahol szembekerült a kentaurokkal – ekkor találkozott volna először Héraklésszal, akit bevezetett az eleusziszi misztériumokba. 
Állítólag együtt rabolták el Helenét Artemisz Orthia templomából – sorsot vetettek, hogy melyikőjük legyen, így lett Thészeuszé – később együtt harcoltak a dioszkuroszok ellen. Elmentek Épeiroszba, a molosszoszok királyának lányáért, itt Peirithooszt vadállatok tépték szét, mivel a királylányt el akarta rabolni. (Más forrás szerint Peirithoosz az alvilágbeli felejtés padján maradt.) Thészeusz távollétében felbolydult Athén élete. Menesztheusz volt az első demagóg, aki feltüzelte az athéniakat Thészeusz ellen, és behívta a városba a dioszkuroszokat, akik húgukat követelték. Thészeusz anyja, Aithra is fogságba került. Héraklész vendégségben járt Aidóneusznál, hogy kikérje Thészeuszt, akit még mindig fogságban tartott. Közben az athéniak derekasan harcoltak a támadók ellen, de lassan kezdett fogyni Thészeusz híveinek száma. 
Hálából Athénban a szent helyeket átkeresztelte „hérakleionoknak”. Ezután elhajózott Szküroszba, mert nagyon meggyöngült a hatalma, s ott is halt meg. Segítséget kért Lükomédésztől az athéniak ellen, de vendéglátója ehelyett felvezette egy magas sziklára, s onnan lelökte. Egy másik variáció szerint megbotlott, és úgy esett le a szikláról (Athénban Menesztheusz volt a király). Testét a méd háborúk után, Kimón idejében hozatták vissza Athénba, s ott nagy tiszteletnek örvendett.